# 女戦士
『女戦士』（おんなせんし、Mardaani）は、2014年に公開されたインドのアクションスリラー映画。プラディープ・サルカールが監督、アーディティヤ・チョープラーがプロデューサーを務めた。主要キャストにはラーニー・ムカルジー、ジーシュ・セーングプタ、ターヒル・ラージ・バシン、サーナンド・ヴァルマーが起用されている。ムンバイ市警察の女性捜査官を主人公に、インド国内の人身売買を題材にしている。映画はラーニー・ムカルジーの演技が高い評価を受け、興行的にも成功を収めた。2019年には続編『Mardaani 2』が公開された。

## ストーリー
ムンバイ市警察犯罪部の捜査官シヴァーニーは、デリーを拠点とする人身売買・麻薬カルテルの捜査を担当していた。シヴァーニーは実の叔父に売り飛ばされそうになった少女ピャーリーを助け出し、それ以降彼女を家族同然に世話していた。そんな中、ピャーリーがカルテルに誘拐され、シヴァーニーは容疑者としてカティヤールを尋問するが、彼はカルテルに関する情報を話そうとはしなかった。シヴァーニーは口封じに殺されそうになったカティヤールを救い、彼からカルテル幹部ワキールの情報を聞き出す。カルテルはシヴァーニーに捜査を止めるように警告するが拒否され、報復として彼女の夫ビクラムが「患者をレイプした」という偽情報を流して解雇に追い込み、さらにピャーリーの指を切り落としてシヴァーニーの自宅に送り付けた。
シヴァーニーはデリーに向かい、ナイジェリア人の麻薬密売人を抱き込みワキールと接触する。ワキールはカルテル幹部のカランと共に現れ、そこに警官隊が突入して2人を逮捕しようとする。しかし、カランは現場から逃亡し、ワキールは証拠となる携帯電話のSIMカードを破壊して自殺する。ワキールの自殺により警察は捜査を終了するがシヴァーニーは単独で捜査を続け、彼が頻繁に通っていた女性ミーヌーの元を訪れるが、彼女の正体はカランの母でカルテルの首領だった。シヴァーニーはミーヌーに睡眠薬で眠らされ、ピャーリーたち誘拐された少女たちと共に富裕層向けのカルテルの秘密パーティーに連れ出され、売春を強要される。しかし、シヴァーニーは顧客のタネジャージ大臣を人質にしてカランとピャーリーたちと共に会場を脱出し、カランを格闘戦の末に打ち倒す。シヴァーニーは動けなくなったカランを少女たちに引き渡し、ピャーリーを助け出す。会場にはシヴァーニーが呼んだ警官隊が突入してカルテルのメンバーを拘束し、人身売買・麻薬カルテルは壊滅する。

## キャスト
- シヴァーニー・シヴァージー・ロイ捜査官 - ラーニー・ムカルジー[5]
- ウォルト/カラン・ラストーギー - ターヒル・ラージ・バシン[5]
- ビクラム・ロイ医師 - ジーシュ・セーングプタ（英語版）
- サニー・カティヤール - アナント・ヴィダート・シャルマー[6]
- ピャーリー - プリヤンカー・シャルマー
- メーラ - アヴニート・コウル（英語版）
- ミナス - アハド・アリー・アーマル
- カピル - サーナンド・ヴァルマー（英語版）
- ミーヌー・ラストーギー - モナ・アンベーガオンカール（英語版）
- ヴィクティム - マヒカ・シャルマー（英語版）
- ワキール - アニル・ジョージ
- タネジャージ大臣 - サンジャイ・タネジャージ
- バルウィンダル・シン・ソーディー捜査官 - ミハイル・ヤワルカール[7]

## 製作
2014年1月にラーニー・ムカルジーは役作りのためにムンバイ市警察の犯罪部長と面会した。彼女が演じた女性警察官役は、ムンバイ同時多発テロの捜査官の一人だったミーラン・ボールワンカール（2014年時点でプネー警察長官）がモデルとされている。また、ラーニーは役作りとしてクラヴ・マガの訓練を受けた。監督はプラディープ・サルカール、脚本はゴーピ・プトラン、撮影監督はアルトゥル・ツラワスキが務めている。

## 公開

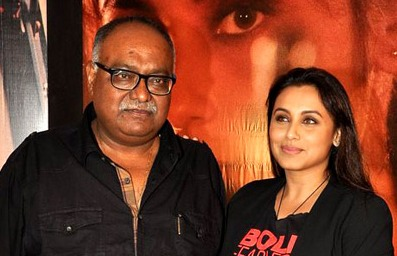
プラディープ・サルカールとラーニー・ムカルジー

2014年6月24日に予告編が公開され、中央映画認証委員会からは10代の少女がレイプされるシーンを予告編から削除するように求められた。マディヤ・プラデーシュ州では映画の社会的メッセージや女性への影響の観点から、州首相シヴラージ・シン・チャウハンの指示で免税措置が採られた。その後、ウッタル・プラデーシュ州とマハーラーシュトラ州でも免税措置が採られた。
パキスタンでは中央検閲委員会が成人向けの認証を与えたが、いくつかのシーンには拒否感を示した。同委員会は7つのシーンのカットと特定のシーンにモザイクをかけることを求めたが、映画製作者は「物語の本質を損なうことになる」として要求を拒否したため、パキスタンでの上映が中止となった。2015年1月29日からはポーランド・ワルシャワのキノ・ムラノワ劇場で公開され、上映終了後は観客からスタンディングオベーションが起きた。
日本では2015年のIFFJ(インディアン・フィルム・フェスティバル・ジャパン)で上映された。

## 評価

### 批評
Rotten Tomatoesには10件の批評が寄せられ支持率70%となっている。ミッド・デイは4/5の星を与え、「ラーニー・ムカルジーを悪人を追い詰めることを諦めない警察官として描き、現実的で説得力のある物語を作り出した」と批評している。スバーシュ・K・ジャーは4/5の星を与え、映画音楽について「『女戦士』はノイズを取り除き、視覚と音の補完的関係において信頼性の高いデシベルを維持している」と批評している。ボリウッド・ハンガマのタラン・アダルシュは「人身売買組織を追い詰める警察官を演じるラーニーは、キャラクターに必要とされる強さと品格を表現しています」と批評している。

### 受賞・ノミネート
| 映画賞                                         | 部門                              | 対象                                                | 結果       |
| ---------------------------------------------- | --------------------------------- | --------------------------------------------------- | ---------- |
| フィルムフェア賞                               | 主演女優賞                        | ラーニー・ムカルジー                                | ノミネート |
| フィルムフェア賞                               | 助演男優賞                        | ターヒル・ラージ・バシン                            | ノミネート |
| フィルムフェア賞                               | 録音賞                            | アニルクマール・コナカンドラ プラバール・プラダーン | 受賞       |
| 国際インド映画アカデミー賞                     | 主演女優賞                        | ラーニー・ムカルジー                                | ノミネート |
| スター・スクリーン・アワード                   | 主演女優賞                        | ラーニー・ムカルジー                                | ノミネート |
| スター・スクリーン・アワード                   | 悪役賞                            | ターヒル・ラージ・バシン                            | 受賞       |
| 製作者組合映画賞                               | 主演女優賞                        | ラーニー・ムカルジー                                | ノミネート |
| 製作者組合映画賞                               | 悪役賞                            | ターヒル・ラージ・バシン                            | ノミネート |
| スターダスト・アワード                         | スリラー/アクション部門主演女優賞 | ラーニー・ムカルジー                                | 受賞       |
| ビッグ・スター・エンターテインメント・アワード | 主演女優賞                        | ラーニー・ムカルジー                                | ノミネート |
| ビッグ・スター・エンターテインメント・アワード | 社会部門俳優賞                    | ラーニー・ムカルジー                                | ノミネート |
| ビッグ・スター・エンターテインメント・アワード | スリラー部門俳優賞                | ラーニー・ムカルジー                                | ノミネート |

## 続編
2018年12月にヤシュ・ラージ・フィルムズが続編『Mardaani 2』の製作を発表し、本作の脚本を手掛けたゴーピ・プトランが監督に起用された。2019年3月から撮影が行われ、12月13日に公開された。